# Wyethia angustifolia
Wyethia angustifolia és una espècie de planta amb flors de la família de les asteràcies.

## Localització
És originària de la costa oest dels Estats Units, des de Washington fins a Califòrnia, on creix a pastures, prats i altres hàbitats oberts.

## Descripció
És una herba perenne que creix a partir d'una arrel mestra i un càudex que produeix una tija de 30 a 90 centímetres d'alçada. Tenen fulles en forma de llança de fins a 50 centímetres de llarg. La inflorescència produeix una o més pseudants semblants al gira-sol a la part superior de la tija peluda. El pseudant té bràctees piloses a la base i conté fins a 21 flors de color groc de fins a 4,5 centímetres de llarg. El fruit és un aqueni que pot tenir prop de 2 centímetres de llarg, incloent-hi la seva vil·là.